# Kyperounta
Kyperounta (en griego: Κυπερούντα) es una localidad de Chipre. Se encuentra a una altitud de 1130-1300 metros y es la localidad más alta de Chipre. Con una población de aproximadamente 1.500 es la localidad más importante de Pitsilia. El pueblo tomó el nombre de la planta Cyperus rotundus (Kyperos). Kyperounda se fundó durante el periodo Bizantino. En los documentos históricos se la conoce como "Chiperonda".